# Bohumil Turek
Bohumil Turek (26. května 1901 Dvůr Králové nad Labem – 18. ledna 1972 Praha) byl československý prvorepublikový motocyklový a automobilový závodník.

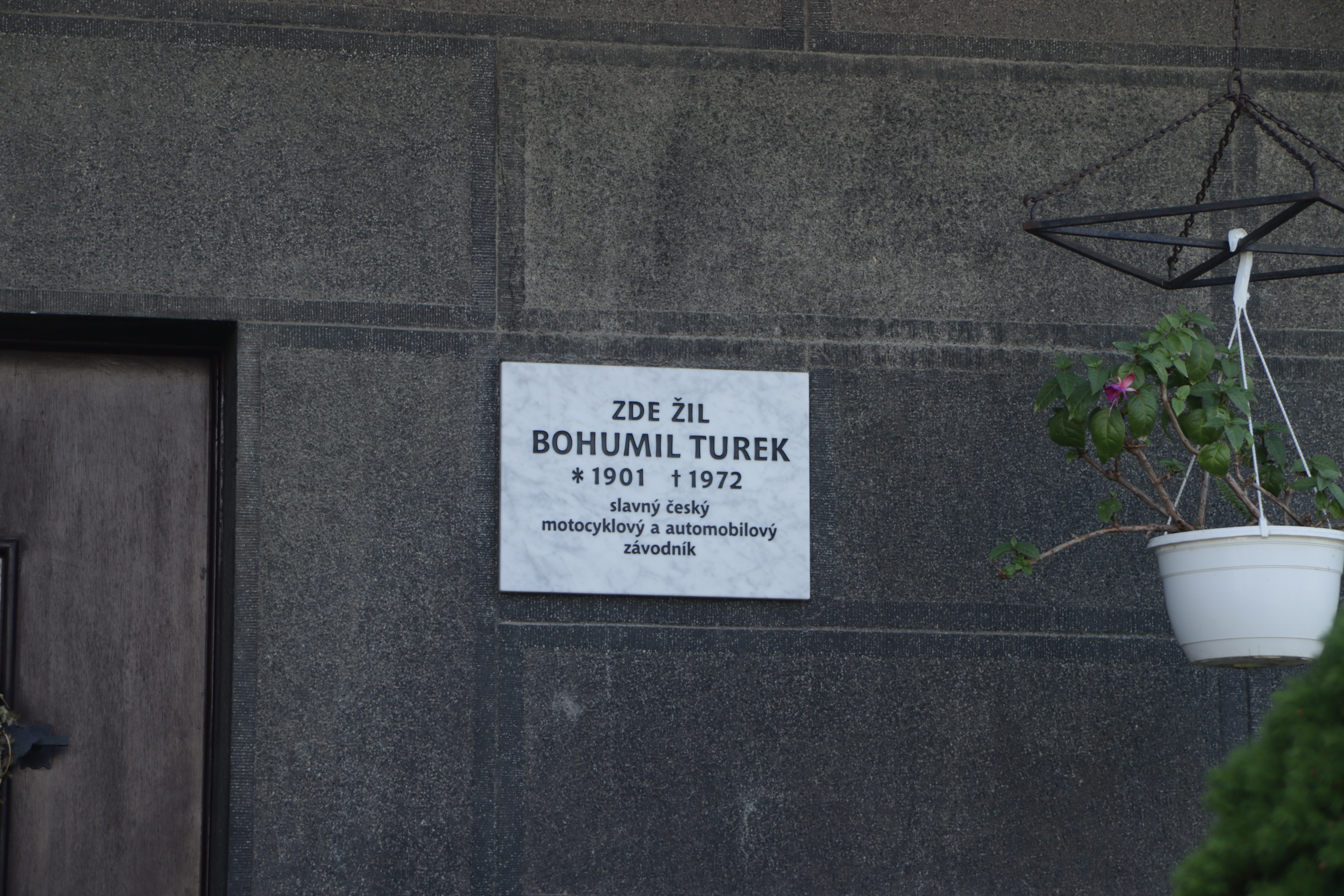
Pamětní deska Bohumila Turka na domě ve smíchovské ulici Franty Kocourka č.p. 2260/19

## Život
Narodil se v rodině továrního dělníka z Dvora Králové n. L. Václava Turka (1872–??) a jeho manželky Marie, rozené Šmídové (1874–??). Vyučil se u mistra Hamzy strojnímu zámečnictví. Jako vojín automobilního praporu č. 1 se naučil řídit motocykl i automobil. Pěstoval atletiku a box, učitelem mu byl populární boxer František Dykast. Po odchodu z činné služby přijal nabídku na zaměstnání u fy. J. Walter a spol., kde právě začali vyrábět dvouválcové motocykly o objemu válců 750 cm³ (Walter M 922).
Po těžké havárii při závodě 1000 mil československých v roce 1935 absolvoval v následujících letech stovky plastických operací obličeje na klinice prof. dr. Fr. Buriana, průkopníka plastické chirurgie. Po několika letech se částečně zotavil, ale k závodění se již nikdy nevrátil. Po dvouletém léčení nastoupil do zaměstnání u Service Aero, kde byl až do revoluce v roce 1945. Potom pracoval u firmy Autoavia. Od konce 50. let až téměř do smrti pracoval jako kameraman u Čs. filmu a u Československé televize (např. Robot Emil, O vodníku Česílkovi, Dlouhý, Široký a Bystrozraký atd.).
V Praze bydlel na Smíchově v ulici Franty Kocourka (dříve Nad Koulkou) č.p. 2260/19. Na tomto domě je pamětní deska Zde žil Bohumil Turek. Je pohřben na smíchovském hřbitově Malvazinky, oddíl UII, hrob. č. 9.

### Počátky závodnické kariéry (motocykly)
Jeho kariéra začala v Jinonicích s motocykly značky Walter, kde zprvu získával zkušenosti jako testovací jezdec a později porážel i jezdce na silnějších strojích. Jeho přímým představeným se stal výborný mechanik, konstruktér a automobilový závodník Jindřich Knapp. Za továrnu Walter, kde se seznámil se svojí budoucí manželkou, závodil v polovině 20. let (1924-6) na závodním motocyklu Walter M 922. Motocykl M 922 o objemu válců 750 cm³ konstruktéra ing. Josefa Plocka byl původně určen pro potřeby československé armády. V závodní úpravě dosahoval s výkonem 14,7 kW rychlosti 150 km/h.

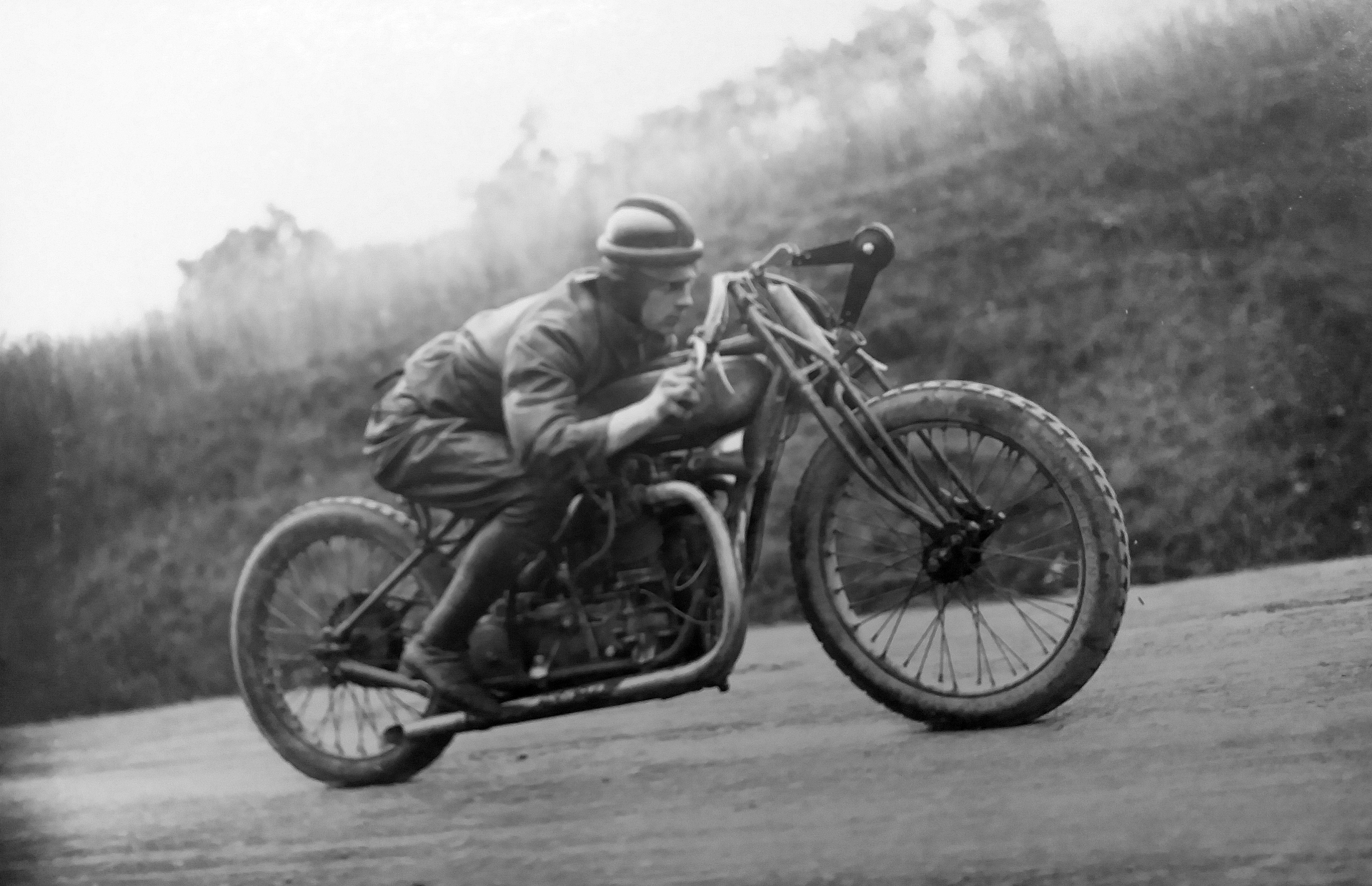
Walter M 922 a Bohumil Turek v plném tempu

Prvním jeho startem byla účast 11. května 1924, kdy na Excelsioru vyhrál třídu do 350 cm³ v závodě do vrchu Knovíz-Olšany u Slaného a na I. mezinárodní zkušební jízdě motocyklů a sidecarů ve dnech 24.-25. května 1924 (Praha - Hradec Králové - Brno - Praha). Ze „sólostrojů“ přijel první do Prahy B. Turek na Waltru M 922, byť se zavázaným kotníkem po pádu a následném ošetření lékařem. Nordbömischer Kraft Fahrer Bund (Severočeský svaz motoristů) z České Lípy uspořádal 6. července IV. ročník závodu do vrchu Stožec (Schöber/Schöberbergrennen) na trati od jiřetínské křižovatky (Na Mýtě) na Novou Huť se stoupáním až 12 %. Bohumil Turek na stroji Walter M 922 zvítězil ve třídě motocyklů do 750 cm³ v čase 2:39,7 min. a zvítězil i v absolutním pořadí závodu motocyklů. Současně vytvořil i nový rekord trati, překonáním rekordu 2:41,2 min, který držel kpt. Vladimír Kučka na stroji Indian Chief (starý rekord třídy překonal o 44,8 s) a za sebou nechal motocykly např. Harley-Davidson, Saroléa, Indian, Triumph, Wanderer a český Orion ing. Zdeňka Michla ze Slaného. Ještě červenci (20. července) vítězí Turek na Waltru v nejlepším času dne v závodu do vrchu Panorama v Karlových Varech. Na Hanáckém závodu motorových vozidel na trati mezi Přerovem a Olomoucí (17. srpna) zvítězil v kubatuře do 750 cm³ v čase 2:12,1 min (trať dlouhá 4 km). Nezadařilo se mu na II. ročníku mezinárodního závodu Plzeň - Lochotín, který se jel 7. září. Turek pro poruchu svíčky skončil v kubatuře přes 500 cm³ až na 4. místě. Dalšího úspěchu dosáhl o 14 dnů později, 21. září na závodech do vrchu Ecce Homo, když vyhrál na motocyklu Walter M 922 třídu do 750 cm³ v čase 6:19,4 min a dosáhl průměrné rychlosti 73,6 km/h. Jeho čas byl nejlepší za celou kategorii motocyklů. V červnu 1926 zvítězili v mrtvém závodě motocyklů v kubatuře přes 500 cm³ Kučka (Brough-Superior) a Turek (Walter) v závodě do vrchu Brno - Soběšice a oba dosáhli shodného času 2:26,0 min., čímž vytvořili nový rekord trati.

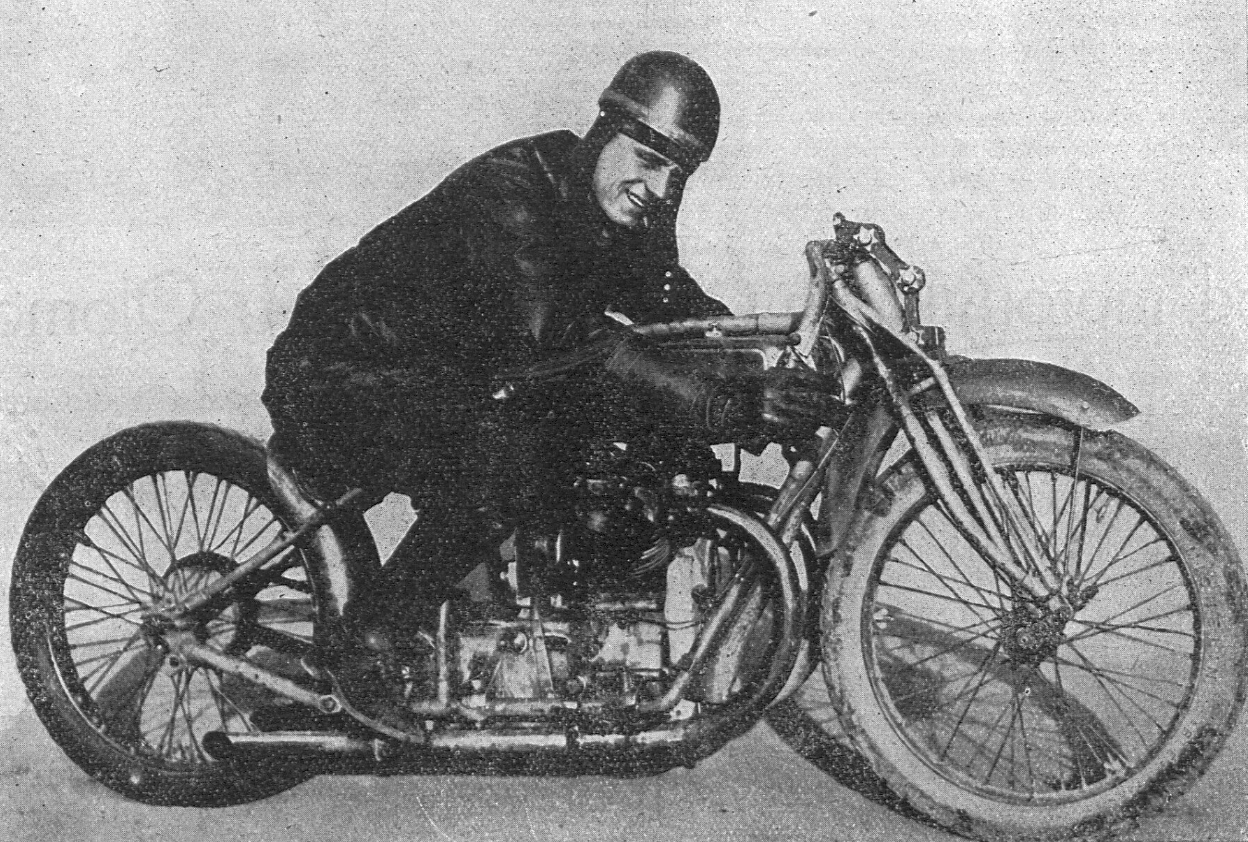
Bohumil Turek (Walter M 922) zvítězil v závodě Brno - Soběšice (1926)

V letech 1925-1929 byl vedoucím prodejního servisu (dílovedoucí) u pražské firmy R.Tesárek, která byla dovozcem motocyklů Harley-Davidson; majitelem a zakladatelem firmy byl Rudolf Tesárek (1875-1929). Obchod a komisionářství automobily, hospodářskými stroji, motocykly R. Tesárek sídlilo v Radlicích na adrese Komenského tř. 6. Objekt byl při přestavbě Radlic v 80. letech 20. století zbořen. Nacházel se na dnešní křižovatce ulic Radlická a Kutvirtova.  Bohumil Turek do roku 1929 téměř výhradně závodil na strojích H-D. Motocykl této značky si vyzkoušel na V. ročníku závodu do vrchu Ecce Homo u Šternberka (20. září 1925). První start proměnil v první vítězství. Nejenže vyhrál kubaturu přes 1000 cm³, ale vyhrál i v absolutním pořadí motocyklů a současně vytvořil traťový rekord. V roce 1926 počátkem května na závodu do vrchu Zbraslav - Jíloviště a ve třídě přes 500 cm³ obsadil 2. místo a na závodu Knovíz-Olšany, kde rovněž skončil druhý. V Plzni 16. května na II. ročníku mezinárodního závodu na okruhu poprvé na „Harleyi“ (v třídě o 350 cm³ ) zvítězil. Na závodech do vrchu Schöber u Rumburku 13. června zvítězil v třídě přes 750 cm³ a dosáhl v motocyklech nejlepšího času dne. Na rychlostním Slánském kilometru konaném 29. srpna 1926 Turek na Harleyi opět zvítězil - v kategorii nejsilnějších motocyklů do 1000 cm³ a vytvořil na letmý kilometr rychlostní rekord závodu 152,5 km/h. V 6. ročníku závodu do vrchu Ecce Homo (19. září 1926) obsadil na Harley-Davidsonu celkově 2. místo.
V XI. ročníku závodu do vrchu Zbraslav-Jíloviště 8. května 1927 obsadil Turek v třídě přes 500 cm³ na Harley-Davidsonu 3. místo za Antonem Bauhoferem (BMW) a Václavem Liškou (Walter M 922). Na II. ročníku Čs. Tourist Trophy v červnu 1927 (též jako motocyklová Velká cena Československa) obsadil rovněž 3. místo (do 350 cm³). V motocyklech 26. června 1927 v 7. ročníku závodu na Schöberu zvítězil Bohumil Turek na Harley-Davidsonu časem 2:16,2 min (přes 750 cm³) a druhým vítězstvím po sobě získal definitivně putovní cenu závodu. Celkově tento závod vyhrál třikrát (1924 na Waltru M 922 a 1926-7 na Harley-Davidsonu). Jeden z posledních závodů této sezóny na motocyklu absolvoval 21. srpna 1927 při závodu do vrchu Pšovka u Mělníka, který uspořádal autoklub pro severozápadní Čechy ze Slaného. V kategorii do 1000 cm³ zvítězil Turek v nejlepším čase dne (1:07,1 min) na stroji Harley Davidson.
Na III. ročníku mezinárodních závodů na okruhu Praděd obsadil Turek 2. června 1928 na stroji Norton 3. místo, když se potýkal s poruchou přívodu oleje. V závodě motocyklů do 500 cm³ na 8 kol (179,2 km) prvá dvě místa obsadili jezdci na strojích BMW, Rakušan Karl Gall (1:56:12,9 min) a Němec Anton Bauhofer. Největšího úspěchu ve své motocyklové kariéře dosáhl na Velké motocyklové ceně Československa na Kbelském okruhu 1. července 1928, která se jela na nově vzniklém okruhu v Praze (1927) délky 8,2 km mezi Kbely, Letňany a Vysočany (Klíčov). Ozdobil tak v prvním sloupci vítězů podstavec Vondřichovy putovní ceny. Na stroji Triumph v hlavní kategorii do 500 cm³ v závodě na 40 kol (358,4 km) zvítězil. Získal upomínkovou cenu Autoklubu RČs., peněžní odměnu 10 000 Kč, sochu "Borec", další peněžní cenu 2000 Kč a stříbrné stopky p. ředitele Junka.

### Svatba a Harley Club

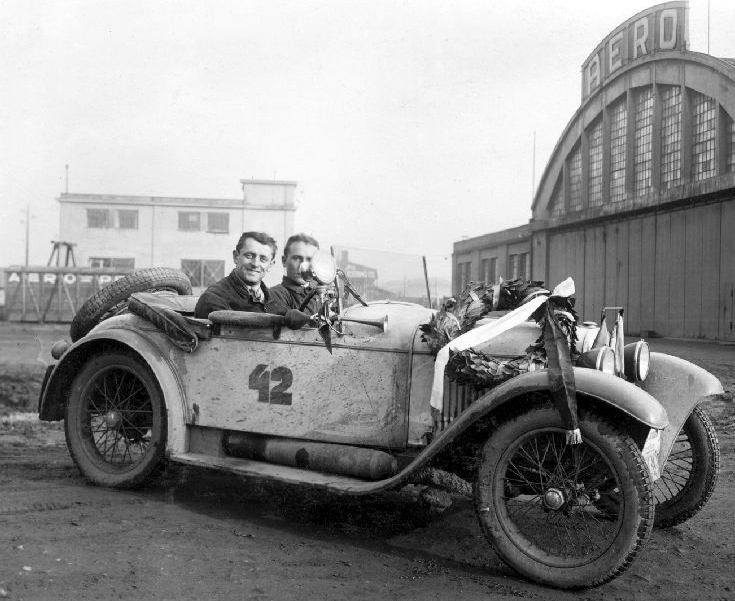
Bohumil Turek, Aero 500 (1929), Hvězdicová jízda k XXI. mezinárodní výstavě automobilů

Dne 30. července 1927 se v evangelickém chrámu sv. Mikuláše v Praze oženil s Růženou Nedvědovou (1906-??). Ženich byl zapsán jako dílovedoucí firmy Rudolf Tesárek v Radlicích č.p. 6, bytem na Smíchově (Radlická č.p. 640/11) a nevěsta jako úřednice firmy Walter, bytem též na Smíchově (Radlická čp. 1167/17). Nevěsta se před svatbou též zúčastnila motocyklových závodů, mj. v roce 1926 soutěže 1 000 km, kde řídila motocykl Harley Davidson se sajdkárou (spolujezdcem byl Bohumil Turek). Při svatbě se sešlo na 90 přátel na motocyklech Harley-Davidson, kteří svatebčany doprovodili do hotelu Gráf. Svatební večeře se odehrála ve vyhlášeném Steimarově pavilonu v Černošicích. Během hostiny padla myšlenka na založení předchůdce Harley-Davidson Clubu Praha. Jezdci na strojích Harley-Davidson se totiž v průběhu svatební hostiny shodli, že by se spolu rádi setkávali častěji. Po formální stránce byl klub Ministerstvem vnitra zaregistrován až 25. února 1928, po Valné hromadě konané v hotelu Gráf, pod jménem Harley Club Praha. Je nejstarším klubem toho druhu na světě a v roce 2018 oslavil 90 let založení velkolepým, celosvětovým setkáním majitelů těchto ikonických motocyklů v Praze.

### Zkušební a závodní jezdec firmy Aero
V létě roku 1929 přešel k firmě Aero, která od roku 1928 začala stavět mimo letadel i automobily a kde jako automobilový závodník společně s Antonínem Nahodilem proslavili malé vozy Aero svými cestami při dálkových jízdách. Bohumil Turek se svými spolujezdci za svoji kariéru mnohokrát zvítězil a především dokazoval spolehlivost lidového vozu Aero. Autoklub republiky Československé (AKRČS), Liga motoristů, Aero Car Club (ACC), Harley Club Praha (HCP) a další, pořádali nejrůznější orientační soutěže, soutěže spolehlivosti, noční soutěže, zimní soutěže, závody na okruzích, dálkové jízdy i další zajímavé podniky. Řady z nich se zúčastňoval i Bohumil Turek na různých modelech vozů Aero. U svých vozů preferoval označení jeho "osobní" registračním značkou P-313.

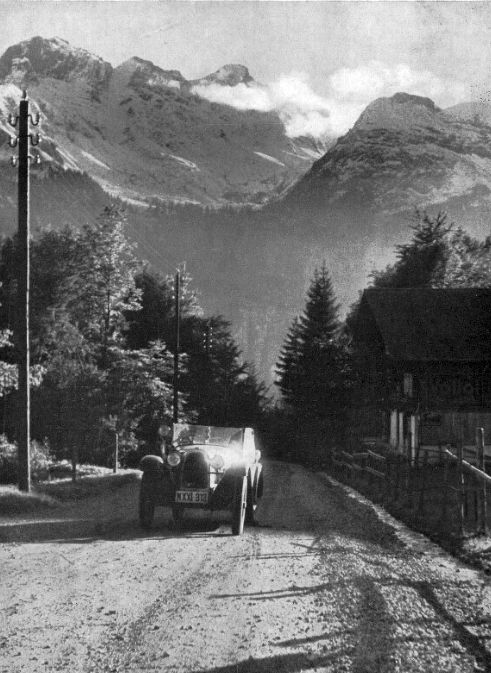
B. Turek (Aero 500) při Hvězdicové jízdě (1930)

Hned s prvním vozem Aero 500 (Aero 10 HP) dosáhli při Hvězdicové jízdě k XXI. mezinárodní výstavě automobilů v Praze (23.-31. října 1929) nejlepšího výsledku celé soutěže, když absolvovali trať Praha - Paříž - Brest - Praha - Hamburk - Praha (4913 km) za 184 hodin 35 minut. Automobil, ke kterému dodávala kompletní zadní nápravu firma Josefa Waltra z Košíř, byl několikrát předváděn novinářům, kteří si sami mohli vybrat trasu předváděcí jízdy. Například 12. prosince 1929 vyjel Turek s redaktorem Lidových novin na Ještěd včetně poněkud krkolomného sjezdu dolů.
Mezinárodní hvězdicová jízda Slovenského Motorklubu do Vysokých Tater měla cíl 5. srpna 1930 v Tatranské Lomnici. Turek si zvolil trasu Praha - Mnichov - Curych - Basilej - Ženeva - Milán - Benátky - Katschberg (1641 m n. m.) - Salcburk - Vídeň - Tatry, za což získal 3146 b. a obsadil v kategorii automobilů do 1500 cm³ 2. místo. Bohumil Turek se stal absolutním vítězem Hvězdicové jízdy k XXII. mezinárodnímu autosalonu v Praze (22.-29. října 1930). S vozem Aero 10 HP (Aero 500) do 1. října ujel 14 960 kilometrů za 22 dnů. Bylo to na trase Praha-Paříž-Brest-Praha, Praha-Paříž a zpět, Praha-Lindava a dále přes Švýcarsko-Francii-Španělsko, odkud lodí z Algecirasu se přeplavil do Maroka a dále pokračoval po vlastní ose přes Rabat-Casablancu-Mozagon do Agádíru a zpět stejnou cestou do Prahy. Cestu ukončil 23. října 1930 v 11 h dopoledne. Turek získal plaketu vítěze kategorie do 1,1 l (8474 bodů), 1. cenu za kategorii a za nejlepší výkon celé soutěže: stříbrný pohár výstavního výboru (AKRČs), stříbrnou plaketu továrny Aero a 2 konve Wing-Oil na 2000 l benzínu věnované firmou Bratři Schramkové. V klubovní klasifikaci i díky jeho výkonu zvítězil Aero Car Club a ve značkové klasifikaci značka Aero. Absolvováním tak dlouhé a obtížné trasy Turek prokázal, jakého výkonu je schopen i malý vůz rukou dobrého řidiče.
V další hvězdicové jízdě vyrazil ve dnech 17.-21. února 1931 u příležitosti konání mezinárodní výstavy automobilů v Berlíně. Soutěž pořádanou deníkem Berliner Tageblatt v kategorii automobilů I (500-1500 cm³). Bohumil Turek startoval ve španělském Manzanares a vybral si tak obtížnou cestu přes zasněžené Pyreneje. I tak a s plným zatížením vozu (3 osoby) svou kategorii vyhrál. Spolucestující byla i jeho manželka Růžena, úspěšná jezdkyně na motocyklech Harley Davidson, (mj. byla první českou jezdkyní, která absolvovala na motocyklu tehdy populární soutěž Motocyklová soutěž spolehlivosti Československem na 1000 km). O náročnosti jízdy do Berlína svědčí i to, že mistr volantu Hans Stuck s vozem Mercedes-Benz obsadil ve II. kategorii "až" 2. místo.

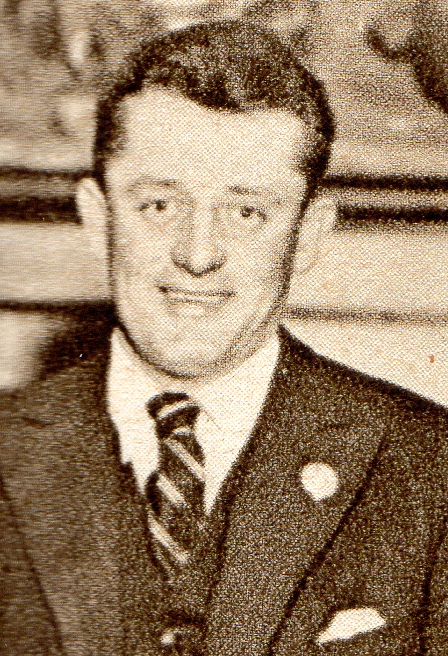
Bohumil Turek oceněný Zlatým odznakem AKRČs. (1932)

Na přelomu května a června 1931 (21.5.-7.6.) se zúčastnil společně redaktorem Maršákem na voze Aero 662 (Aero 16 HP) mezinárodní soutěže spolehlivosti na 10 000 km Evropou (AvD 10000 km Fahrt), kterou uspořádal německý autoklub Automobilclub von Deutschland i za spoluúčastí národních autoklubů dotčených zemích, kde jízda procházela, a kde nechyběl ani Autoklub Republiky Československé. Z Československa se zúčastnili jezdci na automobilech Tatra, Praga, Aero a Walter. Při této 17denní jízdě (vč. odpočinkových dnů), jež vedla z Německa přes 10 zemí zpět do Německa (Berlín - Saarbrücken - Ženeva - San Sebastian - Madrid - Lisabon - Barcelona - Řím - Mnichov - Katschberg (1641 m n. m.) - Terst - Dubrovník - Záhřeb - Budapešť - Vídeň - Berlín). Soutěž byla rozdělena do devíti etap a měřila celkem 10 255 km, nejdelší etapa vedla z Barcelony do Říma a byla dlouhá 1455 km. Kritickým místem se ukázalo stoupání na Katschberg, kde "umírá" mnoho silných vozů. Domácí obyvatelstvo je na tyto případy připraveno a poskytuje k přejetí vrcholu potahy. Proto překvapuje, že slabší skupina soutěžících (vozů do 2,0 l objemu válců) absolvovala průsmyk poměrně dobře, ovšem ty nejslabší vozy do 1,0 l musely v několika případech zdolávat stoupání s použitím jízdy pozpátku. Soutěž byla ukončena v Berlíně na okruhu AVUS jízdou, při níž musely vozy jet 100 km – něco jako zkouška stálosti výkonu. Z 88 posádek na startu dojelo do cíle 67 a bez trestných bodů 60 automobilů. Turek s autem Aero v této soutěži zvítězil v kategorii I (automobily obsahem válců do 2000 cm³).

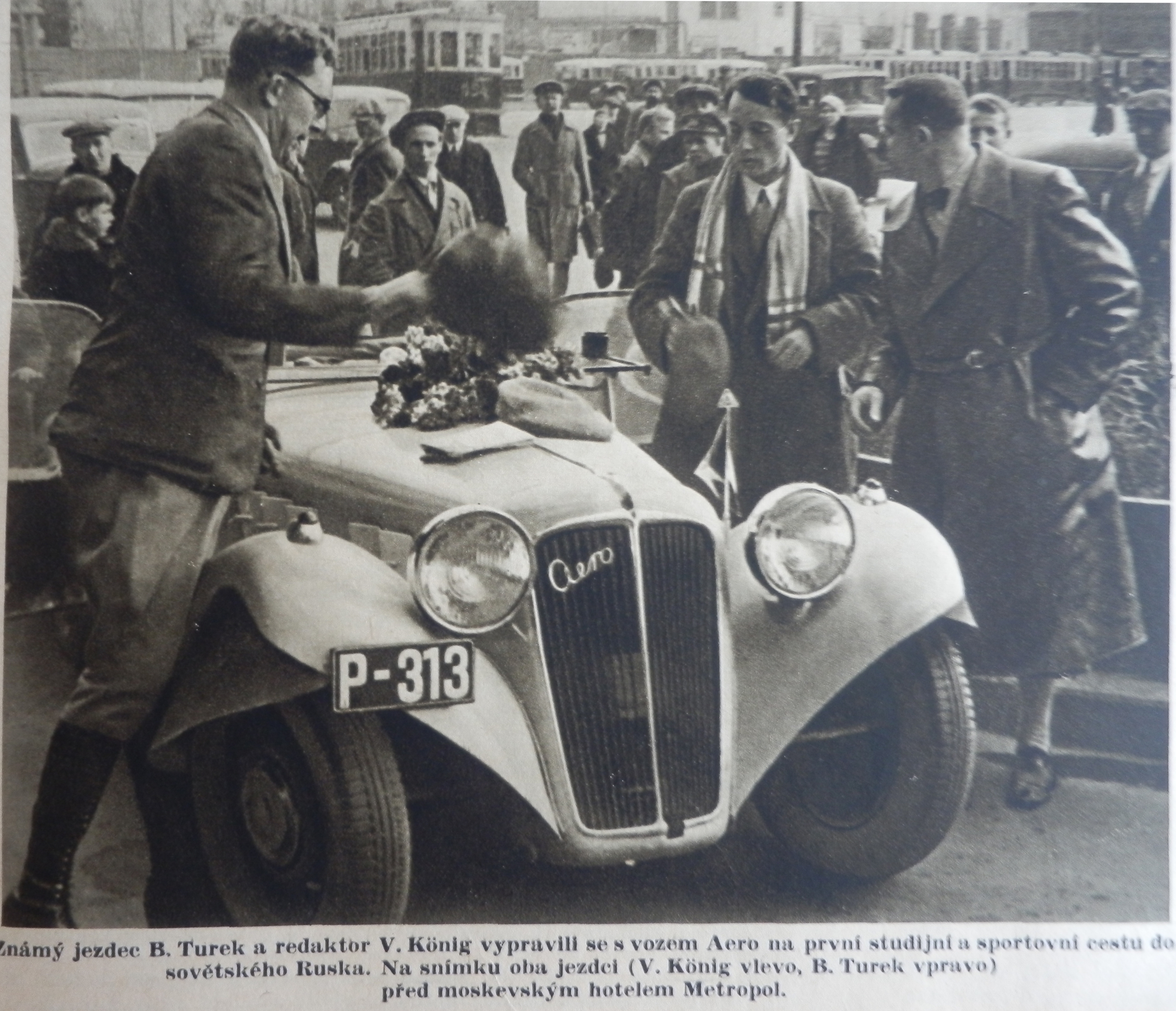
Bohumil Turek (vpravo) s vozem Aero v Moskvě (1935)

Slovenská osma, uspořádaná 15.-16. května 1932 Slovenským motorklubem Bratislava a autokluby v Košicích, Žilině a Bánské Bystrici, byla jeta jako dvoudenní soutěž, jejíž trať byla dlouhá 1015 km. Startovat k ní bylo možno v sídle kteréhokoliv z pořádajících klubů. Tedy v Bratislavě, Košicích, v Žilině nebo v Banské Bystrici. Tyto navzájem se protínající trasy vytvářely jakousi „osmu“. Jak bylo tiskem trefně zmíněno, tímto uspořádáním se soutěž stala zpravodajsky trochu nepřehlednou. Bohumil Turek na voze Aero startoval v Bratislavě s cílem Košicích 503 km, druhý den se vrátil z Košic do Bratislavy po mírně změněné trase v délce 512 km. Zajímavá a vzrušující byla úporná honička Mandova „Rudého ďábla“ na Walter Super 6 s Turkovým „Červeným čertíkem" (Aero). Tito dva, nevázáni ohledy a disciplínou týmové jízdy, pořádali po oba dny v čele bratislavské skupiny pravé dostihy. Za svůj výkon v kat. do 750 cm³ získal Turek nejhodnotnější cenu, pozlacenou plaketu. V týmové soutěži stejného ocenění dosáhl i tým vozů Aero - Turek, Wohanka a Štastný. Celkem startovalo 49 účastníků, dojelo 40 a 9 se vzdalo pro defekty a následně byli vyloučeni ze soutěže. Za svoje sportovní výkony v roce 1932 byl Bohumil Turek oceněn Zlatým odznakem Autoklubu republiky Českosloslovenské (ARČs) především za výkon, když ve dnech 12. července až 11. srpna 1932 najezdil na automobilu Aero 662 (Aero 18 HP) pod dohledem sportovních komisařů AKRČs za 30 dnů 30 000 km. Každý den ve 4 hodiny ráno vyjížděl do Brna přes Hradec Králové a po poledni opět na Brno, aby v 10 hodin večer ukládal vůz do hlídané garáže.
V roce 1933 absolvoval na jaře a v létě s vozem Aero 1000 (Aero 20 HP) dálkové jízdy do Berlína, Benátek a Paříže. Na dálkovou jízdu z Prahy do Berlína (380 km) v polovině března spotřeboval 5:40 hod., do Benátek a zpět mu stačilo necelých 40 hodin. Na cestu do Benátek s redaktorem Štědrým vyrazili v sobotu ve 14 hodin, vykoupali se v moři a v pondělí před 8. hodinou ranní byli oba ve svých kancelářích. Jízdu z Prahy do Paříže urazil za 16,5 hodiny a při zpáteční cestě ji ještě o hodinu zkrátil na 15 a půl hodiny, což byl "neoficiální" československý rekord. Absolvoval ji v průměrné rychlosti 72 km/h. Na I. sjezdu majitelů vozů Aero 18. května 1933 v Lázních Bohdaneč se účastnilo 359 strojů a pro pobavení účastníků předváděl před Gočárovým palácem v lázeňském parku B. Turek se svou aerovkou neuvěřitelné kousky. V červnu 1933 se Turek na voze Aero zúčastnil I. ročníku závodu 1000 mil československých. Tuto účast lze označit za jednu z nejméně podařených v jeho závodní kariéře. Již na 118. km před Německým Brodem měl potíže se strojem, propadl se až na 11. místo, které pak vylepšil na začátku 2. etapy na 8. místo. Později opět laboroval s vozem a klesl na 14. místo, ze kterého do cíle postoupil ve třídě do 1100 cm³ už jen na 12. místo, jako předposlední klasifikovaný. V Hradci Králové uspořádal Východočeský Auto Klub 6. července 1933 svůj první okruhový závod automobilů městem Hradec Králové. V kategorii automobilů s objemem válců 750-1100 cm³ na 20 kol (35,4 km) obsadil B. Turek 2. místo. Koncem července 1933 se Turek zúčastnil závodů na rychlostním okruhu ve Zlíně. Ačkoliv pršelo, měly závody hladký průběh a návštěvu přes deset tisíc diváků. Husté špalíry obsadily 6,82 km dlouhý okruh zlínskými ulicemi. V kategorii automobilů s objemem válců 750-1100 cm³ na 5 kol (34,1 km) startovalo 15 vozů, klasifikováno bylo 13. Bohumil Turek v této kategorii zvítězil v průměrné rychlosti 72,3 km/h. V srpnu 1933 se společně s cestovatelem F.A. Elstnerem zúčastnil s vozem Aero skautského jamborre v maďarském Gödölö u Budapešti. Z Prahy do Budapešti to zvládli za 8:28 hod a to na nouzovém sedadle v zádi měli ještě redaktora Adolfa Tůmu.

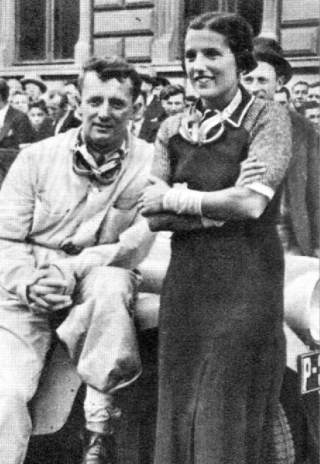
Bohumil Turek a Ela Slavíková před startem závodu 1000 mil československých, ve kterém havarovali (1935)

V lednu 1934 se posádka Turek-Nahodil s vozem Aero 1000 umístila na 3. místě ve třídě do 1500 cm³ (a na 9. místě celkově) na XIII. ročníku Rallye Monte Carlo. Startoval v Athénách, aby po špatných balkánských silnicích dojel úspěšně až do Monte Carla. V tomto ročníku byly úspěšné i další československé posádky. Posádka Deston - Hodáč - Vlašín na "silné čtyřce" Z 4 byla ve stejné třídě na 21. místě a Knapp s redaktorem Forejtem na Walter Junioru na 39. místě. V červnu 1934 neúspěšně startoval na II. ročníku 1000 mil československých. Odvážně se přes mantinely propozic pro tento závod rozkročila pražská automobilka Aero. Odvážnou kreaci představila posádka Bohumil a Václav Turkovi, která startovala na čtyřválci Aero 4V/987 cm³ v třídě do 1100 cm³. Pro svůj extravagantní zjev toto dvousedadlové kupé dostalo přezdívku "Lochnesska". Tento vůz však závod nedokončil, odpadl již v průběhu 1. etapy kvůli poruše motoru. Krátce po startu u Českého Brodu zadřel motor a ze závodu odstoupil.
V květnu a červnu 1935 absolvoval za 6 týdnů společně s redaktorem ČTK Václavem Königem na voze Aero 30 jízdu dlouhou 10 000 km po cestách i necestách v Sovětském svazu. Od 17. května do 14. června absolvovali trasu Praha - Varšava - Bobrjusk - Moskva - Orel - Charkov - Rostov - Tbilisi a zpět. Bezprostředně po návratu z cesty startoval 15. června ve III. ročníku závodu 1000 mil československých.

### Havárie na 1000 mil československých
Kariéra závodníka skončila 15. června 1935 při závodě 1000 mil československých. Bohumil Turek s Elou Slavíkovou (automobilovou závodnicí a manželkou ředitele firemní prodejny Aero v Praze Na poříčí Leopolda Slavíka) startovali na voze Aero 30 ve třídě do 1100 cm³, ve které z 19 vozů na startu dojelo pouze 6. Po kontaktu s vozem Bugatti 40 posádky Gaudnik-Slezák u Úval poblíž Prahy těžce havaroval. Následkem kolize Turkův vůz vylétl v rotaci mimo silnici a narazil do prkenné bariéry. Měl zlomenou spodinu lebeční a horní čelist, tržné rány a deformovaný nos. Slavíková měla zlomenou klíční kost a otřes mozku. Hrozilo mu oslepnutí. Po čtrnácti dnech hospitalizace konstatovali lékaři, že zranění se hojí bez komplikací a sejmuli mu obvaz z oka. Ela Slavíková podstoupila operaci zlomené klíční kosti.

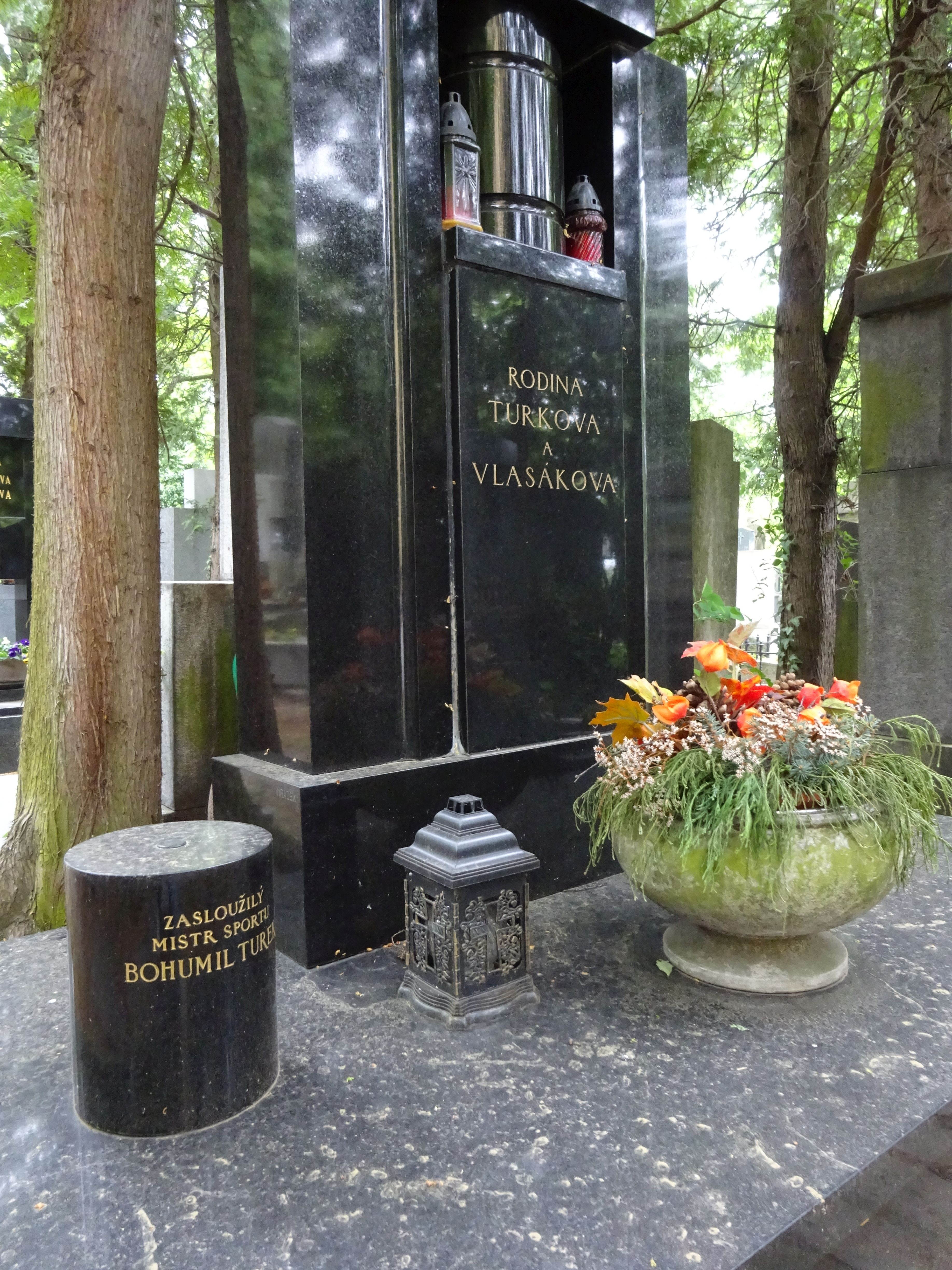
Hrob Bohumila Turka, hřbitov Malvazinky (2024)

### Ocenění
Za svoje sportovní výkony za rok 1932 byl oceněn Zlatým odznakem Autoklubu republiky Československé. Po II. světové válce byl jmenován Zasloužilým mistrem sportu.